# Bythaelurus lutarius
Bythaelurus lutarius  (лат.) — один из видов рода Bythaelurus, семейство кошачьих акул (Scyliorhinidae). Впервые вид описан в отчёте исследовательского океанографического института, г. Дурбан.

## Ареал
Этот глубоководный вид акул, обитающий на континентальных склонах восточной Африки, у берегов Мозамбика и Сомали на глубине 338—766 м между 25°32’ю.ш. и 33°24’в.ш.

## Описание
Это небольшая акула с тонким телом, относительно длинной мордой и короткими губными бороздами. Окрас тусклого серо-коричневого цвета, брюхо бледнее, на спине несколько тёмных областей.

## Биология
Половая зрелость наступает при достижении длины 31—34 см (самцы) и 31—39 см (самки). Рацион состоит из небольших рыб, головоногих и ракообразных. Вероятно, размножается, откладывая яйца.

## Взаимодействие с человеком
Иногда в качестве прилова попадает в глубоководные. Данных для оценки состояния сохранности вида недостаточно.